# Gスポット
Gスポット（Gräfenberg spot：G-spot）とは、ドイツのエルンスト・グレフェンベルク（Ernst Gräfenberg）にちなんで命名された、恥骨の下にある膣壁前方上部の小さな領域。「Gエリア」とも呼ばれる。女性にとってクリトリスに次いで有名な性感帯であり、性的興奮を引き起こしやすい。

## 概要

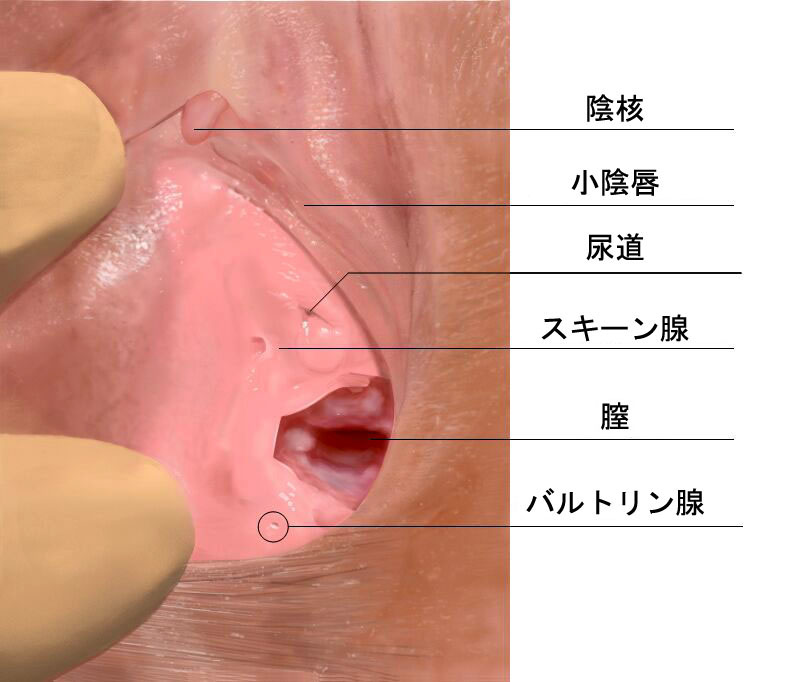
スキーン腺がある場所

膣壁前方上部の小さな領域からさらに場所を特定すると恥骨の直下にある、女性の尿道海綿体のことである。一般に膣に中指を全て入れて第二関節を曲げた周辺にある場合が多い。そこには、スキーン腺（小前庭腺）という分泌腺がある。スキーン腺は発生学的には男性の前立腺に相当するので、（女性には存在しないが）女性の前立腺という名称で呼ばれる場合もある。ここは、前庭球とも考えられる説がある。
日本では名古屋市立大学の渡仲三名誉教授が電子顕微鏡を使って、Gスポット周辺に知覚神経を発見した。他方、2008年にはイタリアのラクイラ大学の研究グループが「確かに存在するが、全員に備わっているわけではない」とする研究報告をイギリスのニュー・サイエンティストに発表した。最近の報告では、2010年にイギリスのキングス・カレッジ・ロンドンの研究グループが、1800人の双子の女性を対象に聞き取り調査し、Gスポットの存在を否定する研究成果を発表したが、イタリアのジャンニーニ教授らにより、クリトリス（C)・尿道（U）・膣（V）からなる複合体「CUVコンプレックス」であると見られている。
この場所は雄が後ろからのしかかって交尾する際に刺激される部分である。チンパンジーの場合、この部位に刺激を受けるとわずか5秒後に子宮の収縮が起こりその収縮は1分程続く。

## 俗語
医学的にはGスポットは女性の尿道海綿体を指す用語であり男性には存在しないが、類似性により男性の肛門の5cmから10cm前後中に入ったあたり、体の前の方向に柔らかくドーム状にふくらんだ部分を表す俗語（アダルト用語、ゲイ用語）としても用いられる。これは腸のすぐ隣にある前立腺のふくらみであり、肛門刺激の効果的な標的とされる。
この部分を指、エネマグラ（アネロス）、ディルド、または勃起したペニスで刺激される（アナルセックス）と性的快感を得ることがある。刺激を続けると最初に尿道球腺液（ガマン汁）がたれ流れ出し、最終的には射精してしまう場合もある（トコロテン射精）。
主に性行為のときに使われることが多い。